# Mycobacterium tuberculosis
Mycobacterium tuberculosis (MTB), ou bacilo de Koch, é uma espécie de bactéria patogênica do gênero Mycobacterium e o agente causador da maioria dos casos de tuberculose (TB). Descoberta pela primeira vez em 1882 por Robert Koch, M. tuberculosis tem uma camada incomum de cera em sua superfície celular (principalmente ácido micólico), o que torna as células impermeáveis à coloração de Gram. Técnicas de detecção de ácido-resistência são usadas. A fisiologia do M. tuberculosis é altamente aeróbica e exige elevados níveis de oxigênio. Principalmente um agente patogênico do sistema respiratório de mamíferos, MTB infecta os pulmões. Os métodos de diagnóstico mais utilizados para a tuberculose são o teste tuberculínico, baciloscopia do escarro (técnica de Ziehl-Neelsen) e radiografias do tórax.
O genoma de M. tuberculosis foi sequenciado em 1998.

## Fisiopatologia
M. tuberculosis requer oxigênio para crescer. Ele não retem qualquer coloração bacteriológica devido o alto teor de lipídeos em sua parede, portanto, Ziehl-Neelsen, ou coloração álcool-ácido resistente, é usado. Micobactérias não parecem se encaixar na categoria Gram-positiva do ponto de vista empírico (ou seja, eles não mantêm a coloração violeta cristal), eles são classificados como bactérias alcool-ácido resistentes, devido à sua camada lipídica de ácidos micólicos.
M. tuberculosis divide-se em cerca de 15 a 20 horas, que é extremamente lento em comparação com outras bactérias, que tendem a ter tempos de divisão medida em minutos (Escherichia coli pode se dividir aproximadamente a cada 20 minutos), o que dificulta o cultivo em laboratório. É um pequeno bacilo que pode suportar desinfectantes fracos e pode sobreviver num estado seco durante semanas, além de resistir a luz UV. Sua parede celular incomum, rica em lipídios (por exemplo, ácidos micólicos e lipoarabinomanano), é provavelmente o responsável por essa resistência e é um fator chave de virulência.
A capacidade de construir mutantes M. tuberculosis e testar produtos de genes individuais para funções específicas tem avançado significativamente a nossa compreensão da patogênese e fatores de virulência de M. tuberculosis. Muitas proteínas secretadas e exportadas são conhecidas por serem importantes na patogênese.

### Cepas hipervirulentas
Surtos de Mycobacterium são frequentemente causadas por cepas hipervirulentas de M. tuberculosis. Em experimentos de laboratório, estes isolados clínicos provocam imunopatologia incomum, e podem ser tanto hiperinflamatórias ou hipoinflamatória. Estudos têm mostrado que a maioria dos mutantes hipervirulentos têm deleções nas suas enzimas modificadoras da parede celular ou reguladores que respondam a estímulos ambientais. Estudos destes mutantes indicaram os mecanismos que permitem que o M. tuberculosis possa mascarar o seu potencial patogênico completo, induzindo uma granuloma que fornece uma imagem de proteção, e permitir que os bacilos sustentem a longo prazo, a infecção persistente.

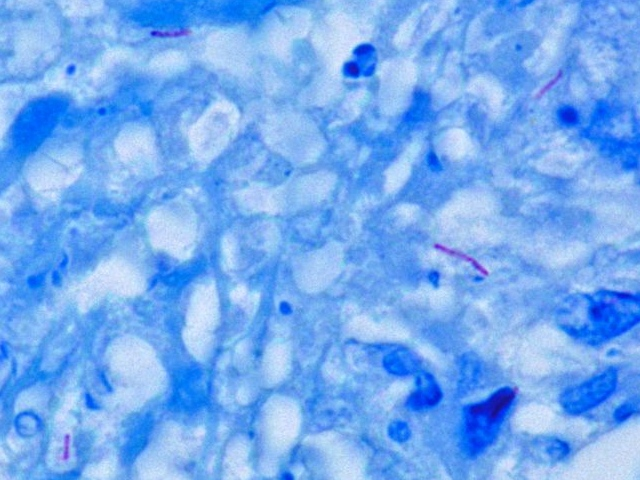
Mycobacterium tuberculosis (bacilo vermelho) em coloração de Ziehl-Neelsen

## Genoma
O genoma da estirpe H37Rv, foi publicado em 1998. Seu tamanho é de 4 milhões de pares de bases, com 3.959 genes; 40% desses genes tiveram sua função caracterizada, com possível função postulada por mais de 44%. Dentro do genoma também estão seis pseudogenes. O genoma contém 250 genes envolvidos no metabolismo do ácido gordo, com 39 delas envolvidas no metabolismo de policetídeo gerando o revestimento ceroso. Tais grandes números de genes conservados mostram a importância evolutiva do casaco de cera à sobrevivência do patógeno. Cerca de 10% da capacidade de codificação é feita pelas famílias de genes PE/PPE, que codificam proteínas ricas em glicina ácidas. Estas proteínas têm um padrão conservado N-terminal, o que prejudica a eliminação de crescimento em macrófagos e granulomas.
Nove sRNAs não-codificados foram caracterizados na M. tuberculosis, com mais 56 previstos em uma tela de bioinformática. Em 2013, um estudo sobre o genoma de várias estirpes sensíveis, ultra-resistentes e multirresistentes de M. tuberculosis foi feita para estudar os mecanismos de resistência a antibióticos. Os resultados revelaram novas relações e os genes de resistência a drogas não previamente associadas e sugerem que alguns genes e regiões intergênicas associadas com resistência à droga pode ser envolvida na resistência a várias drogas. Digno de nota é o papel que as regiões intergênicas no desenvolvimento desta resistência, e que a maioria dos genes, que são propostas no presente estudo, seriam responsáveis pela resistência à droga tem um papel essencial no desenvolvimento de M. tuberculosis.

## Evolução
O complexo Mycobacterium tuberculosis evoluiu no Continente Africano e provavelmente no Chifre da África. O grupo M. tuberculosis tem um número de membros que incluem o Mycobacterium africanum, Mycobacterium bovis (bacilo de Dassie), Mycobacterium caprae, Mycobacterium microti, Mycobacterium mungi, Mycobacterium orygis e Mycobacterium pinnipedii. Este grupo também pode incluir o clado Mycobacterium canetti.
O clado M. canettii — que inclui a Mycobacterium prototuberculosis — é um grupo de colônias boas da espécie Mycobacterium. Ao contrário dos membros estabelecidos do grupo M. tuberculosis, são submetidos a recombinação com outras espécies. A maioria das estirpes conhecidas deste grupo foram isoladas a partir do Chifre da África. O antepassado da Mycobacterium tuberculosis parece ser a espécie de Mycobacterium canettii, descrita pela primeira vez em 1969.
Os membros estabelecidos do complexo M. tuberculosis, estão todos na sua propagação clonal. As principais espécies que infectam humanos foram classificadas em sete espoligotipos: o tipo 1 contém o Leste Africano-Indiano (LAI) e algumas estirpes Manu (Indígenas); o tipo 2 é o grupo de Pequim; o tipo 3 é composto pelas estirpes da Ásia Central (CAC); o tipo 4 de Gana e Haarlem (H / T) América Latina-Mediterrâneo (ALM) e estirpes X; e os tipos 5 e 6 correspondem ao Mycobacterium africanum e são observadas, predominantemente e em frequência muito altas na África Ocidental. Um sétimo tipo foi isolado do Chifre da África. As outras espécies deste complexo pertencem a uma série de espoligotipos e normalmente não infectam seres humanos.

## Transmissão
A transmissão da tuberculose, causada pelo bacilo micobacteriano, pode se dar através de:
- Tosse, espirro ou expectoração de pessoas infectadas com tuberculose ativa;
- Disseminação através do ar de partículas infectantes (as bactérias permanecem em suspensão no ar durante horas)
- Trauma cutâneo (raro);
- Ingestão de alimentos contaminados (raro).

Uma pessoa não tratada infecta de 10 a 15 pessoas por ano.

## Fatores de virulência
Fatores de virulência são estruturas, produtos ou estratégias que contribuem para a bactéria aumentar sua capacidade em causar uma infecção. Dentre esses mecanismos, os mais observados são aqueles envolvidos com a colonização dos tecidos, com a evasão do patógeno do sistema de defesa inato do organismo e outros diretamente relacionados com lesões às células do hospedeiro. Esses fatores são muito estudados pois são cruciais para o entendimento dos sintomas da enfermidade e também representam possíveis alvos de drogas para o enfraquecimento ou destruição do patógeno. No caso das Mycobacterium, os principais fatores de virulência estão relacionados com a sua parede lipídica complexa, catabolismo do colesterol (fonte de energia e matéria para a síntese de lipídios complexos da parede), proteínas e lipoproteínas do envelope celular responsáveis pela aderência bacteriana nas células do hospedeiro, proteínas que inibem a resposta antimicrobiana dos macrófagos pela resistência a compostos tóxicos do hospedeiro, controle do mecanismo de apoptose e controle da progressão e transformação dos fagossomos em fagolisossomos, além de fatores que controlam e regulam a expressão genética em situações de diferente atividade do patógeno. Vale observar que todos os fatores de virulência apresentados pelas Mycobacterium são relacionados a colonização, sobrevivência e defesa do microoganismo contra os mecanismos de ataque do sistema imune. Essa capacidade de conviver com o sistema imune do hospedeiro é um dos fatores mais importantes que explicam os mecanismos de patogenicidade desse gênero de bactéria. Uma outra característica interessante das Mycobacterium sp. é que existe a falta dos mais comuns fatores de virulência dentre as variadas bactérias patógenas: as toxinas. Pela falta desses fatores de virulência relacionados com a formação de lesões e morte dos tecidos propriamente dita, entende-se que as lesões teciduais formadas nos vários tipos de tuberculoses são, na verdade, provocadas pela própria resposta do sistema imune do organismo hospedeiro.

## Patologias
- Lesão primária: Tuberculose pulmonar
- Lesões secundárias: Tuberculose cutânea; Tuberculose renal; Tuberculose óssea

## Tuberculose pulmonar
Dentre as mais de 60 espécies conhecidas do gênero Mycobacterium, a Mycobacterium tuberculosis é uma das espécies de maior significado e importância clínica para o ser humano. Além da M. tuberculosis, a M. canettii, M. africanum, M. microti, M. bovis, M. caprae e M. pinnipedii também são responsáveis pela enfermidade e são denominadas micobactérias do Complexo Mycobacterium tuberculosis. A tuberculose humana, que pode se apresentar na forma ativa ou latente, possui um espectro muito grande de enfermidades devido à variedade de tecidos que o bacilo pode infectar, e as enfermidades podem ser divididas em dois grupos: a tuberculose pulmonar e as tuberculoses extrapulmonares.
A tuberculose pulmonar é uma doença que consiste em uma infecção crônica dos pulmões e é a única forma contagiosa da tuberculose. O mecanismo mais comum de transmissão dá-se por aerossol de partículas infectantes que contém população de bacilos, geralmente provenientes de tosse, espirros e escarro de pessoas infectadas. Após a inalação do patógeno, os bacilos são fagocitados por macrófagos alveolares e podem seguir dois caminhos: grande parte da população bacteriana é eliminada caso haja um predomínio da resposta imune do hospedeiro, ou a população crescem no interior das células em lesões localizadas chamadas tubérculos. A necrose dos tecidos pulmonares resultantes da evolução dessas lesões é denominada granuloma, com a formação de cavidades que possibilitam grande acúmulo de bacilos. Os sintomas são apresentados somente com a ocorrência da forma ativa da doença, sendo os mais comuns a tosse com escarro grosso, fosco e, em alguns casos, sanguinolenta, febre, arrepios, sudorese noturna, fadiga, fraqueza, perda de apetite e dificuldade de respiração com dor no peito.

## Tuberculose óssea
A tuberculose extrapulmonar ou miliar, que corresponde a cerca de 15% dos casos da doença ativa, é causada pela evolução da enfermidade pulmonar por um excessivo crescimento bacteriano, que pode atingir a corrente sanguínea, disseminando pelo corpo a população de bacilos. São exemplos de enfermidades extrapulmonares a tuberculose cutânea, pleural, ganglionar, óssea, geniturinária, intestinal, peritoneal, pericárdica, hepática, tuberculose do sistema nervoso central e ocular. Os sintomas variam muito e dependem do órgão ou tecido no qual se encontra a infecção.
A tuberculose óssea, Doença de Pott (Mal de Pott) ou tuberculose vertebral é uma doença extrapulmonar não contagiosa causada pelas micobactérias do Complexo Mycobacterium tuberculosis que infectam geralmente a parte torácica da medula espinal, observando-se a destruição dos discos intervertebrais e a junção anterior de vértebras adjacentes levando a formação de cifoses e deformação de Giffus. Além da deformidade da coluna, outros sintomas podem ir de dor na coluna até paraplegia. O nome “Mal de Pott” vem de um cirurgião inglês chamado Sir Percival Pott que descreveu pela primeira vez essa forma de infecção de tuberculose em 1779, e a paraplegia resultada desse tipo de infecção ficou conhecida consequentemente como paraplegia de Pott. Aproximadamente 10% dos pacientes com tuberculose extrapulmonar apresentam esse tipo de doença, afetando principalmente jovens adultos e crianças socialmente desfavorecidas. Essa enfermidade é resultado da infecção intravenosa de M. tuberculosis, que chega até a coluna. A infecção começa na parte inferior anterior das vértebras e depois se espalha para o interior dos discos intervertebrais. Para o diagnostico desse tipo de enfermidade é mais comum o uso de ressonância magnética ou biopsia da área infectada. O tratamento para este caso deve ser iniciado o quanto antes para evitar deformações severas e interrupções neurológicas graves e quase todas as drogas e vacinas anti-tuberculose podem ser utilizadas. Em alguns casos em que não houve resposta ao tratamento ou as deformações apresentaram-se severas, é recomentada intervenção cirúrgica.

## Tuberculose cutânea
As doenças cutâneas causadas por espécies do gênero Mycobacterium são divididas em tuberculose cutânea e micobacterioses atípicas. As micobacterioses atípicas são causadas por outras espécies do gênero que não o bacilo da tuberculose e o Mycobacterium leprae. A tuberculose cutânea (TBC), causada por M. tuberculosis e M. bovis, é um dos diagnósticos mais difíceis de fazer, visto que existem muitas variações da sua aparência clínica, histopatologia, imunologia e resposta ao tratamento. Apesar de corresponder a apenas 1,5% dos casos de tuberculose extrapulmonar e 0,15% de todos os casos de doenças cutâneas, a TBC não pode ser desprezada. Além disso, sua incidência vem aumentando nos últimos anos devido ao aumento do número de pessoas com HIV e tuberculose multirresistente.
A descrição da TBC inclui manifestações dermatológicas da tuberculose envolvendo a pele, e as primeiras classificações da doença baseavam-se na morfologia das lesões. Em pacientes com TBC, as lesões cutâneas caracterizam-se por inflamação granulomatosa, graus variados de necrose e graus variados de vasculite; M. tuberculosis é identificada por meio de coloração especial, cultura ou PCR. Além disso, embora semelhantes clinicamente, as lesões de TBC podem ter desenvolvimento, progressão e prognóstico diferentes. Baseando-se nisso, Tappeiner & Wolff propuseram o sistema de classificação de TBC mais amplamente aceito, que se baseia no mecanismo de propagação: disseminação exógena ou endógena. A inoculação exógena, e a menos comum, ocorre após a inoculação direta de M. tuberculosis na pele de uma pessoa suscetível a infecção. A infecção endógena ocorre em pacientes previamente infectados pela M. tuberculosis. Além dessa classificação, pesquisadores, desenvolveram a classificação de acordo com o conceito de carga bacteriana, usada para distinguir a forma multibacilar (micobactérias são facilmente identificadas no exame histológico) da forma paucibacilar (isolamento de micobactérias em cultura é raro).
Os medicamentos usados para tratamento de tuberculose e, portanto, também de tuberculose cutânea, são a isoniazida, a rifampicina, a pirazinamida e o etambutol. A maioria das pessoas será tratada pelos esquemas padronizados e receberá o tratamento e acompanhamento na atenção básica.

## Tuberculose: diabetes mellitus e insuficiência renal
A diabetes quando não controlada e tratada acarreta inúmeras complicações, como doenças vasculares, neuropatias e aumento da susceptibilidade a infecções. A hiperglicemia e a diminuição da insulina interferem com a resposta imunológica, agindo diretamente na função celular dos macrófagos e dos linfócitos e alterando a função quimiotáxica, a fagocitose e a apresentação de antígenos.
O aumento do número de casos de diabetes contribui para dificultar o controle da tuberculose. Além disso, três quartos dos casos de diabetes vivem em países de baixa renda, onde a tuberculose e o HIV apresentam-se como uma das principais causas de morte. Não se sabe, no entanto, porque pacientes diabéticos desenvolvem mais frequentemente resistência as drogas para tratar tuberculose. A apresentação clínica é semelhante à apresentação da tuberculose, porém com difícil controle da diabetes. A radiologia pode apresentar alterações consideradas típicas, e até apresentações atípicas que podem gerar semelhanças com outras patologias pulmonares, o que causa o atraso e o difícil reconhecimento do diagnóstico de tuberculose.
Em pacientes com insuficiência renal, a tuberculose apresenta-se na doença renal diretamente, através da infecção renal ou infecção do trato urinário. Além disso, também pode ocorrer nefrotoxicidade causada pelas drogas antituberculose e síndrome de secreção inadequada do hormônio antidiurético (ADH) devido ao envolvimento miliar da doença.
Atrasos no diagnóstico podem ocorrer devido as manifestações atípicas da tuberculose nesses pacientes, como por exemplo, o resultado negativo do teste tuberculínico devido a imunosupressão. Além disso, é possível também que a insuficiência renal ocorra a partir do tratamento da tuberculose, através do uso das drogas usadas, como a rifampicina que pode induzir lesão tubular e intersticial e, mais raramente, glomerulonefrite. O etambutol e a pirazinamida não são drogas nefrotóxicas, mas esses agentes podem causar uma diminuição seletiva na excreção de ácido úrico ou sua maior reabsorção.

## Tuberculose e HIV
A chance de contrair a doença, em pessoas portadoras do vírus HIV, é entre 20-37 vezes maior do que em pessoas não portadoras, sendo a tuberculose responsável por mais de um quarto das mortes entre essas pessoas. Para diagnosticas a tuberculoses em pacientes com HIV é necessária a avaliação dos sintomas, exames de imagem, pesquisa e cultura do bacilo no escarro/lavado bronco-alveolar e análise histológica, além de que exames de imagens são fundamentais para o diagnóstico precoce da doença.
A análise histológica tem um papel importante no diagnóstico da tuberculose em co-infectados por tuberculose/HIV em decorrência de outras causas de infecções e neoplasias, frequentes nesse grupo de pacientes. A presença de processo crônico granulomatoso em qualquer órgão
pode sugerir a infecção por micobactérias ou fungos. No entanto, apenas a cultura desse material pode identificar M. tuberculosis.
As medidas para controlar essa epidemia consistem no diagnóstico precoce e profilaxia da tuberculose, assim como terapia antirretroviral para infectados por HIV. Estudos mostraram que em portadores de HIV, a profilaxia para tuberculose utilizando a isoniazida reduz 33% o risco de contrair tuberculose, em pacientes com resultados positivos e negativos para teste tuberculínico. Entretanto, para paciente com resultado positivo ao teste tuberculínico a redução é de 64%. É importante destacar que a adesão aos programas de prevenção ainda são baixas no Brasil e em todo o mundo, o que contribui para o aumento do número de casos.

## Tuberculose latente
A tuberculose latente é a infecção pela Mycobacterium tuberculosis, mas que o sistema imune se encarrega de conter. Indivíduos com infecção latente pelo M. tuberculosis (ILTB) possuem o risco de evoluir da condição de infecção latente para a doença ativa, sobretudo nos dois primeiros anos após a infecção ou na presença de situações em que o sistema imune possa estar comprometido. No entanto, portadores de tuberculose latente não possuem os sintomas da tuberculose, assim como também não transmitem a doença. Além disso, indivíduos com uma imunodeficiência, como portadores de HIV, por exemplo, estão mais sujeitos a desenvolver a tuberculose a partir da latente.
O diagnóstico é feito pela interpretação do teste tuberculínico (TT) em função do cenário epidemiológico em indivíduos sem evidências de tuberculose ativa. As indicações para o tratamento da tuberculose latente são estabelecidas de acordo com o resultado do teste tuberculínico e com o risco de adoecimento. A isoniazida ainda é o fármaco de escolha recomendado para o tratamento da tuberculose latente no Brasil, na dose de 5-10 mg/kg (até a dose máxima de 300 mg/dia) diariamente durante seis meses. Recentemente foi adicionado o medicamento rifapentina em conjunto com a isoniazida, facilitando o tratamento de ILTB, que passou para 1 dose semanal por 12 semanas seguidas.

## Biossegurança
A M.tuberculosis faz parte da Classe de risco 3. Essa classificação leva em conta o risco potencial oferecido pelo patógeno ao indivíduo, à comunidade e ao meio ambiente, e permite que se faça a classificação do Nível de Biossegurança (NB) do patógeno levando em conta também o tipo de manipulação a ser realizada pelo laboratório.
O NB da M.tuberculosis pode variar de acordo com o tipo de manipulação a ser realizada pelo laboratório. Se for realizada apenas baciloscopia diagnóstica, o laboratório deve ter NB 2, que implica na utilização de barreiras físicas primárias (cabine de segurança biológica e equipamentos de proteção individual) e secundárias (desenho e organização do laboratório).
Por outro lado, se for realizada pesquisa com cultura bacteriana, deve ter NB 3, que implica as mesmas medidas do NB 2, mais desenho e construção do espaço laboratorial de forma funcional, treinamento especial de biossegurança para os funcionários, e inspeções e manutenções regulares.

## Vacina: BCG
No início dos anos 1900, dois pesquisadores, Jean-Marie Camille Guérin (1872-1961), Médico Veterinário, e o Médico Bacteriologista Leon Charles Calmette (1863-1933), observaram que passagens sucessivas em meios de cultura diminuía a capacidade infecciosa da Mycobacterium bovis. Após 11 anos e um total de 230 subcultivos, obteve-se a cepa atenuada de Mycobacterium bovis, chamada de Bacille Calmette-Guerin (BCG), em homenagem aos pesquisadores, que não causava doença quando injetada em animais. Pouco depois, em 1921, ocorreram teste em humanos: uma mulher morreu de tuberculose horas depois de dar à luz e para essa criança foi dada uma dose oral da BCG.
Nos anos seguintes continuaram a dar doses orais para crianças e o instituto Pasteur em Lille passou a produzir a BCG em massa, que foi considerada segura e eficaz ao não causar efeitos colaterais graves e reduzir a mortalidade por tuberculose em crianças.
A atenuação da Mycobacterium bovis é alcançada através do subcultivo em meio Ox Bile. Após o 39º subcultivo, a bactéria não causava mais doença, e depois de cerca de 200 subcultivos essa característica passava a ser irreversível. Posteriormente, pesquisando o que estaria envolvido na atenuação, observou-se que todas as cepas atenuadas apresentavam pelo menos uma similaridade: a deleção da região genômica RD1, responsável pela atividade citolítica da bactéria e, portanto, essencial para sua virulência. A deleção dessa região gera uma redução da atividade em questão.
Depois da descoberta da BCG, vários estudos foram iniciados a fim de ampliar sua eficácia e foram observadas diferenças nas eficácias entre diferentes cepas da vacina. A BCG utilizada no Reino Unido, por exemplo, era altamente eficaz, enquanto nos EUA não tanto. Duas hipóteses surgiram: a primeira culpava o fato de que a BCG não havia sido clonada, mas sim reproduzida em vários locais sob diferentes condições; A segunda levando em consideração a questão de que as populações que viviam nos locais de menor eficácia da BCG estavam expostas a muitos tipos de micobactérias em seu meio, e essa exposição geraria certa proteção contra a tuberculose e afetaria o sistema imune de modo que a BCG não conseguisse evoluir no organismo. Até hoje os pesquisadores não concordam 100% uns com os outros em suas explicações para tal variação.
Hoje em dia, são utilizadas várias vacinas BCGs e não há uma que seja mais indicada para o tratamento que as outras. Apesar disso, a maioria da população mundial é abastecida pelas BCGs recomendadas pela UNICEF, que são 3: A BCG-Dinamarca, BCG-Rússia e BCG-Japão.
No geral, a BCG confere proteção contra as formas severas de Tuberculose, mas a escolha da cepa a ser utilizada ainda é complicada - estudos mais aprofundados sobre os genomas e imunogenicidades devem ser capazes de fornecer respostas para essa questão.

## Diagnóstico
Para se certificar que o paciente que apresenta sintomas de tuberculose (febre, cansaço, sudorese, excesso de catarro com ou sem sangue, dores no peito, emagrecimento, entre outros) realmente está com a doença, são realizados diversos testes, como radiografias pulmonares, broncoscopia, análise e cultura das bactérias presentes em uma amostra do escarro, teste sanguíneo para tuberculose e o teste de pele.
O teste de pele, também chamado de Teste Tuberculínico de Mantoux, consiste na injeção de tuberculina, fluido contendo proteínas de Mycobacterium tuberculosis, abaixo da primeira camada de pele do paciente. Após 3 a 4 dias é realizado a análise da área onde ocorreu a injeção: a infecção é confirmada caso apareça uma pequena protuberância avermelhada na região.
Indivíduos que foram vacinados com a BCG devem ser analisados de modo especial, já que o Teste de Mantoux está relacionado com os linfócitos de memória - logo, o teste pode dar positivo mesmo que não esteja doente. Outro caso de teste positivo e ausência de sintomas é o de Infecção Latente - o paciente tem a bactéria, mas ela não está ativa. O recomendado é que o teste de pele seja feito acompanhado dos outros métodos de diagnóstico já citados, já que tanto esse teste quanto o de sangue apenas indicam se há ou não contato com a Mycobacterium tuberculosis, e não necessariamente indicam presença da doença.

## Terapêutica da tuberculose
O tratamento padrão consiste em uma fase de ataque com o uso simultâneo de 4 drogas por 2 meses, seguido de uma fase de manutenção com duas drogas por 4 meses. É essencial para aumentar as chances de cura que o indivíduo faça uso correto das medicações e pelo período integral do tratamento.
- Isoniazida + Rifampicina + Pirazinamida + etambutol (2 meses);
- Isoniazida + Rifampicina (4 meses).

Tratamentos alternativos são empregados a depender da apresentação clínica, sensibilidade do bacilo, sempre a critério médico.

## História
M. tuberculosis, então conhecida como o "bacilo da tubérculo", foi descrita pela primeira vez em 24 de março de 1882 por Robert Koch, que posteriormente recebeu o Prêmio Nobel de Fisiologia ou Medicina por esta descoberta, em 1905; a bactéria também é conhecida como "bacilo de Koch".
Tuberculose tem existido ao longo da história, mas o nome foi alterado com frequência ao longo do tempo. Conhecida como peste branca, foi a principal causadora de mortes no final do século XIX e início do século XX. Somente durante a Segunda Guerra Mundial que a introdução de agentes antimicrobianos revolucionou o tratamento contra a doença e diminui consideravelmente a mortalidade. Em 1720, porém, a história da tuberculose começou a tomar forma como é conhecido de hoje; como o médico Benjamin Marten descreveu no seu livro "A New Theory of Consumptions" ("Uma Nova Teoria sobre as Tuberculoses"), publicado pela primeira vez em 1720,  a tuberculose pode ser causada por pequenos seres vivos que são transmitidos através do ar para outros pacientes. Atualmente, seu cultivo em laboratório se dá principalmente através do meio complexo de Löwenstein-Jensen, que utiliza verde malaquita para impedir o crescimento de outras bactérias.